# Petea, Cluj
Petea (în maghiară Pete) este un sat în comuna Pălatca din județul Cluj, Transilvania, România.

## Istoric
Satul este menționat pentru prima dată într-un document din 1294, cu numele terra Pethelaka. Petea a mai fost menționată cu numele Peeth în 1341, terra Petetelke în 1375, Olahpethe în 1499 și mai târziu, în 1854, ca Magyar-Pete.

## Imagini

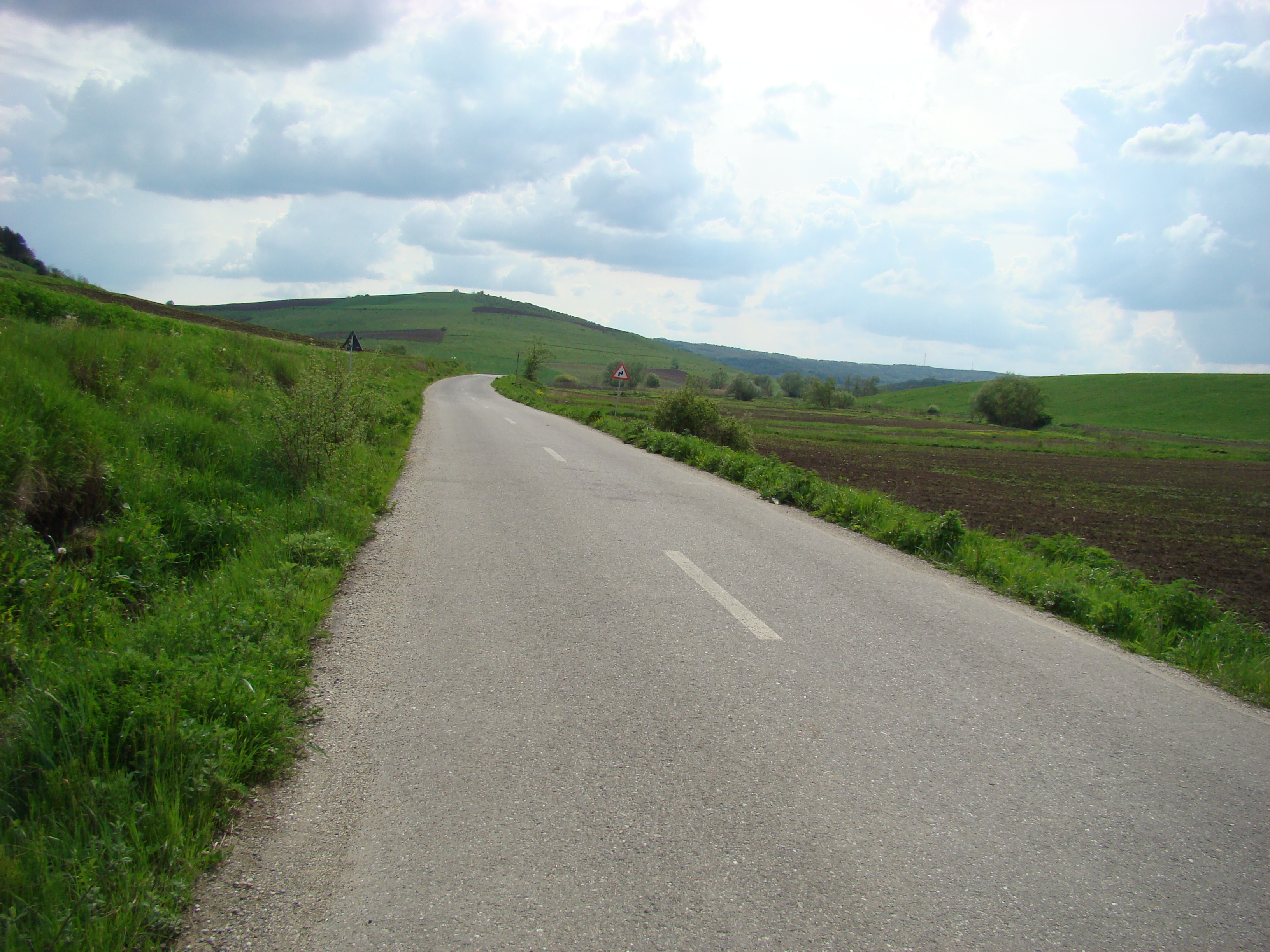
Drumul Pălatca-Petea
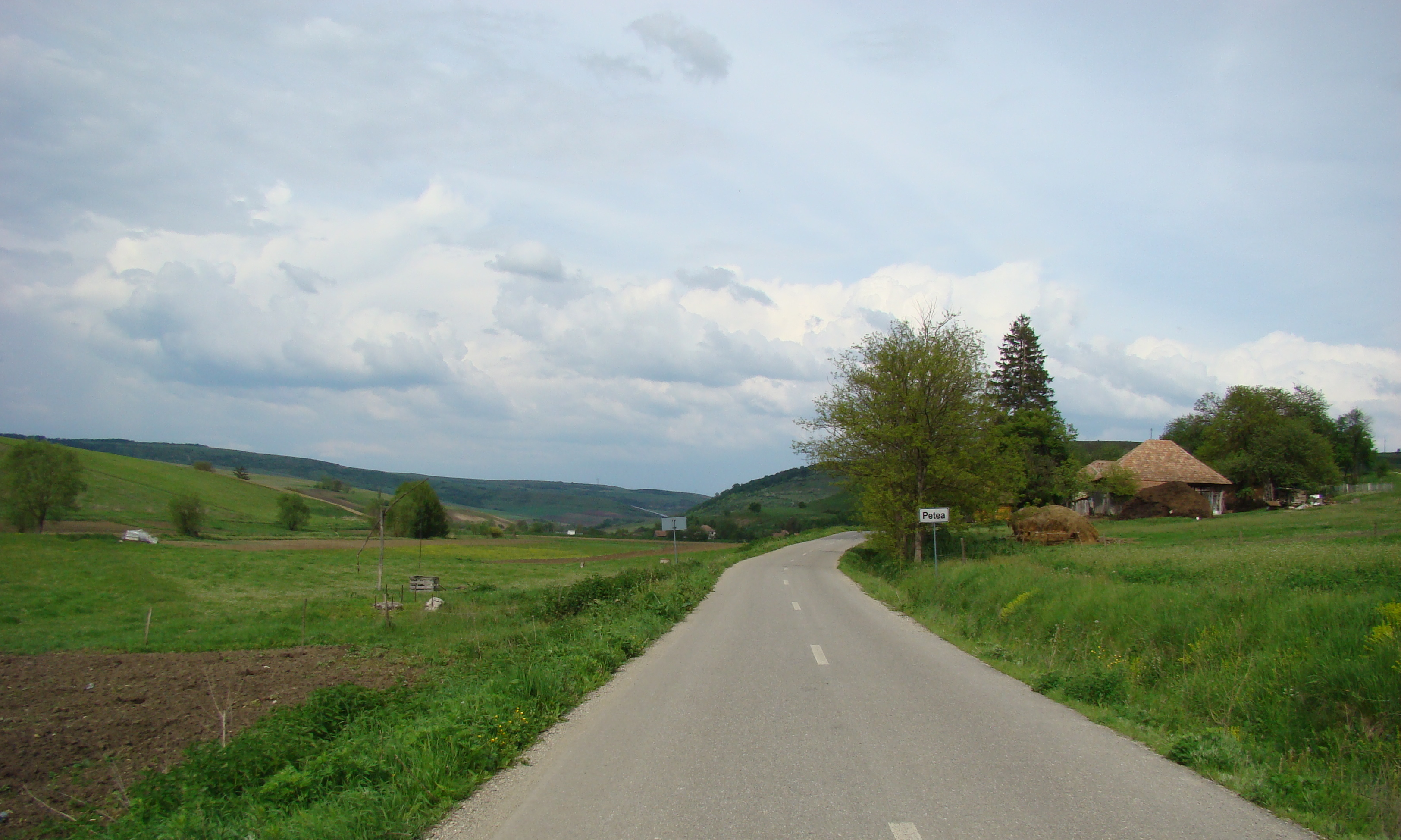
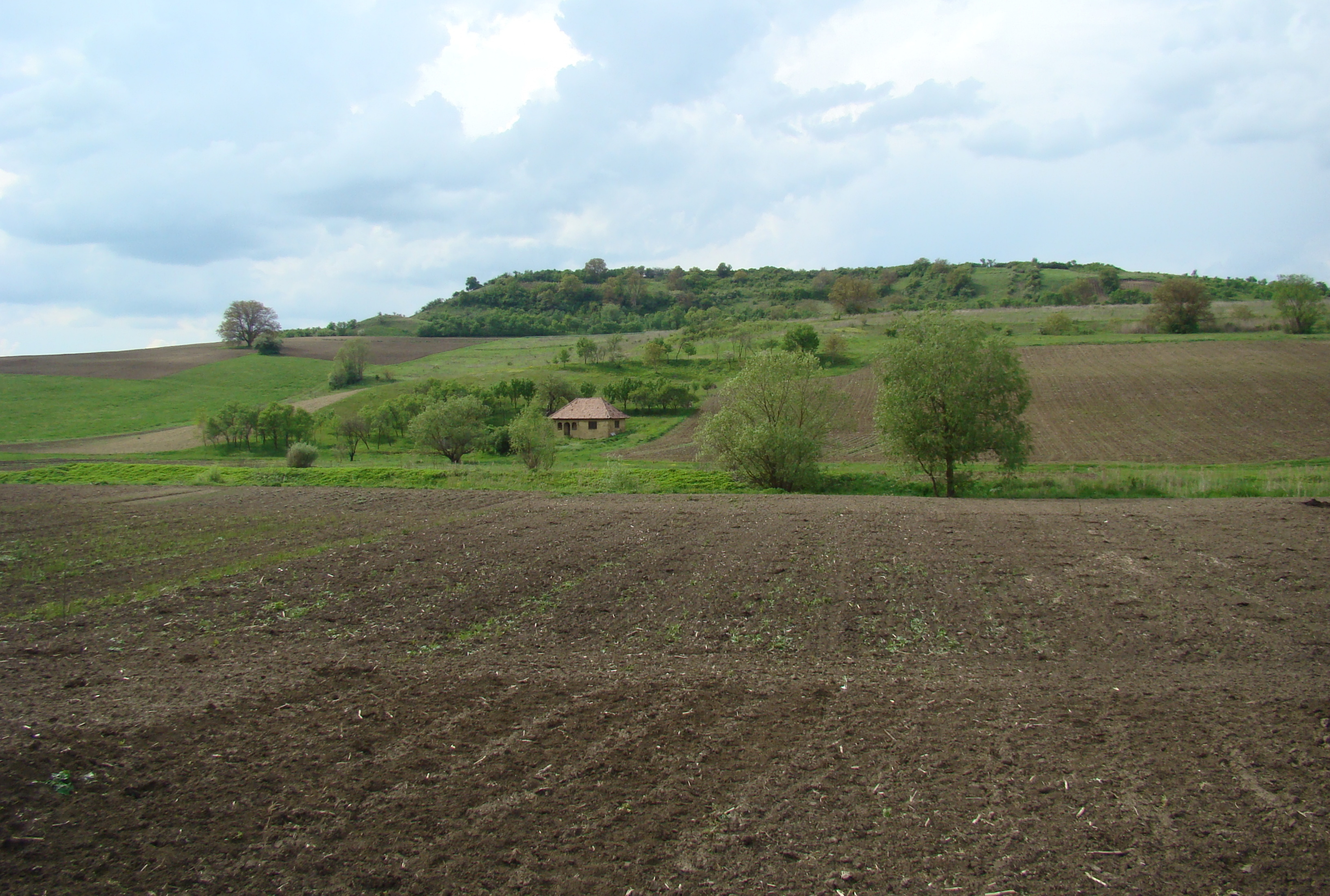
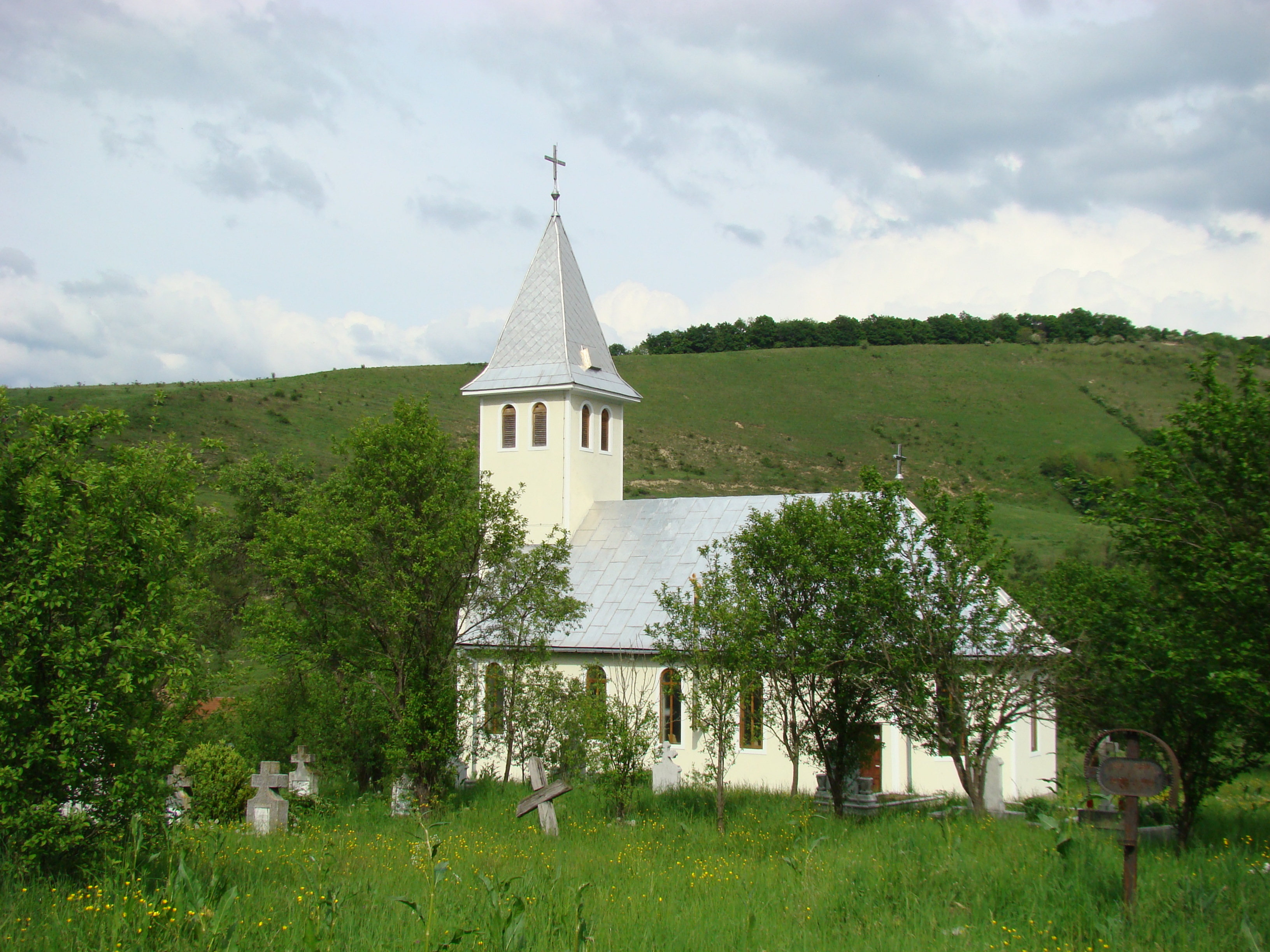
Biserica greco-catolică
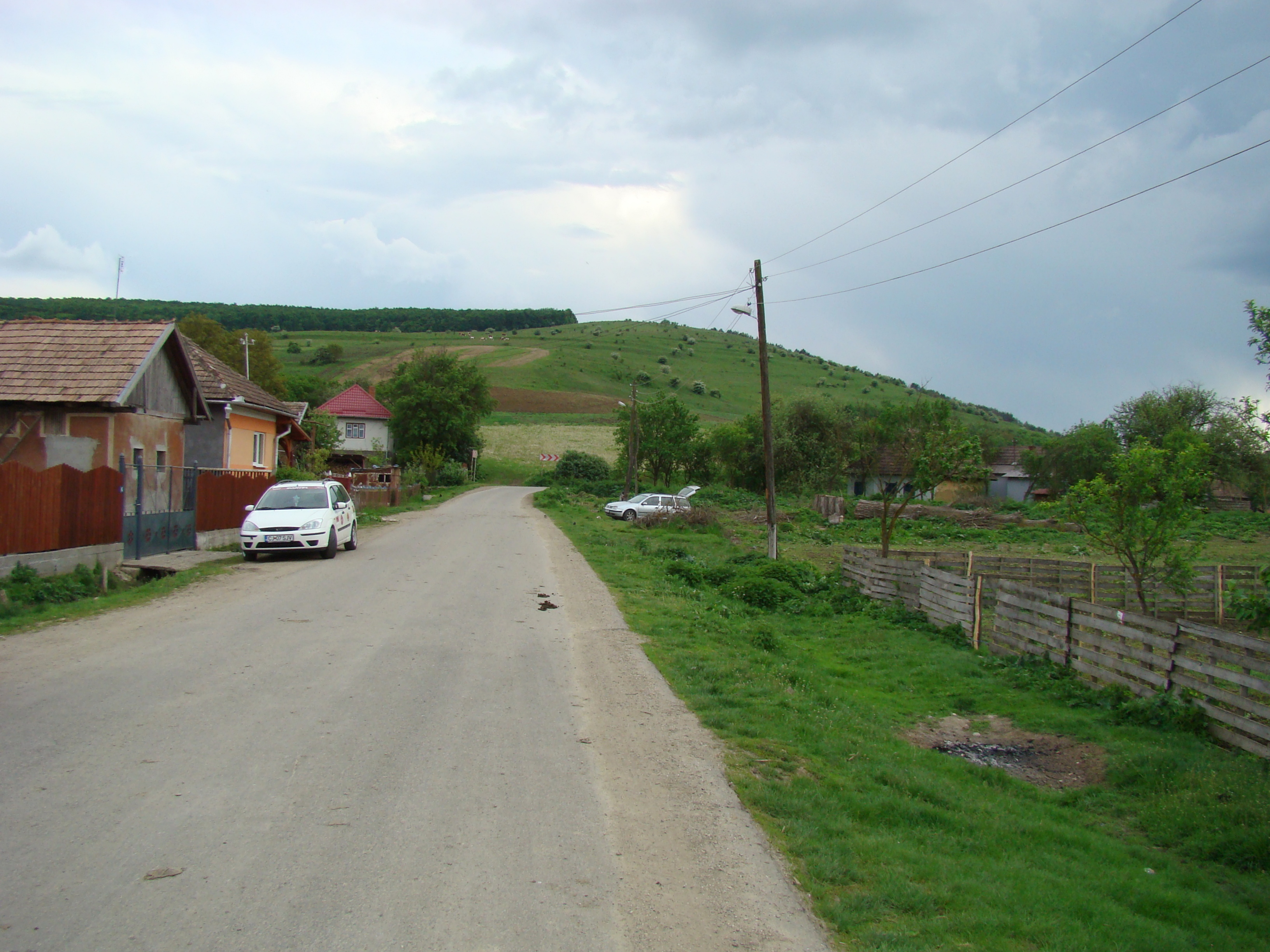
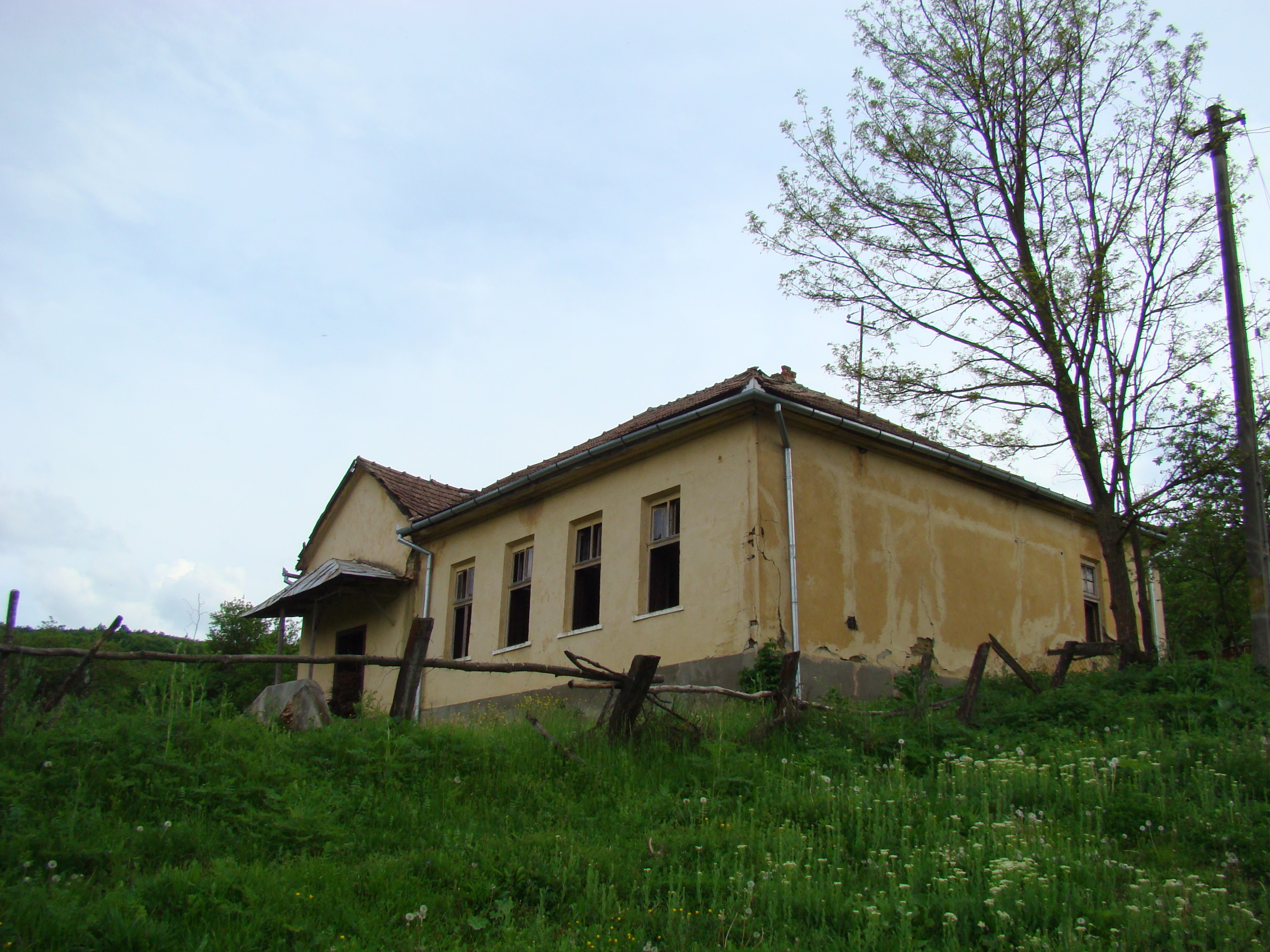
Clădirea abandonată a fostei școli
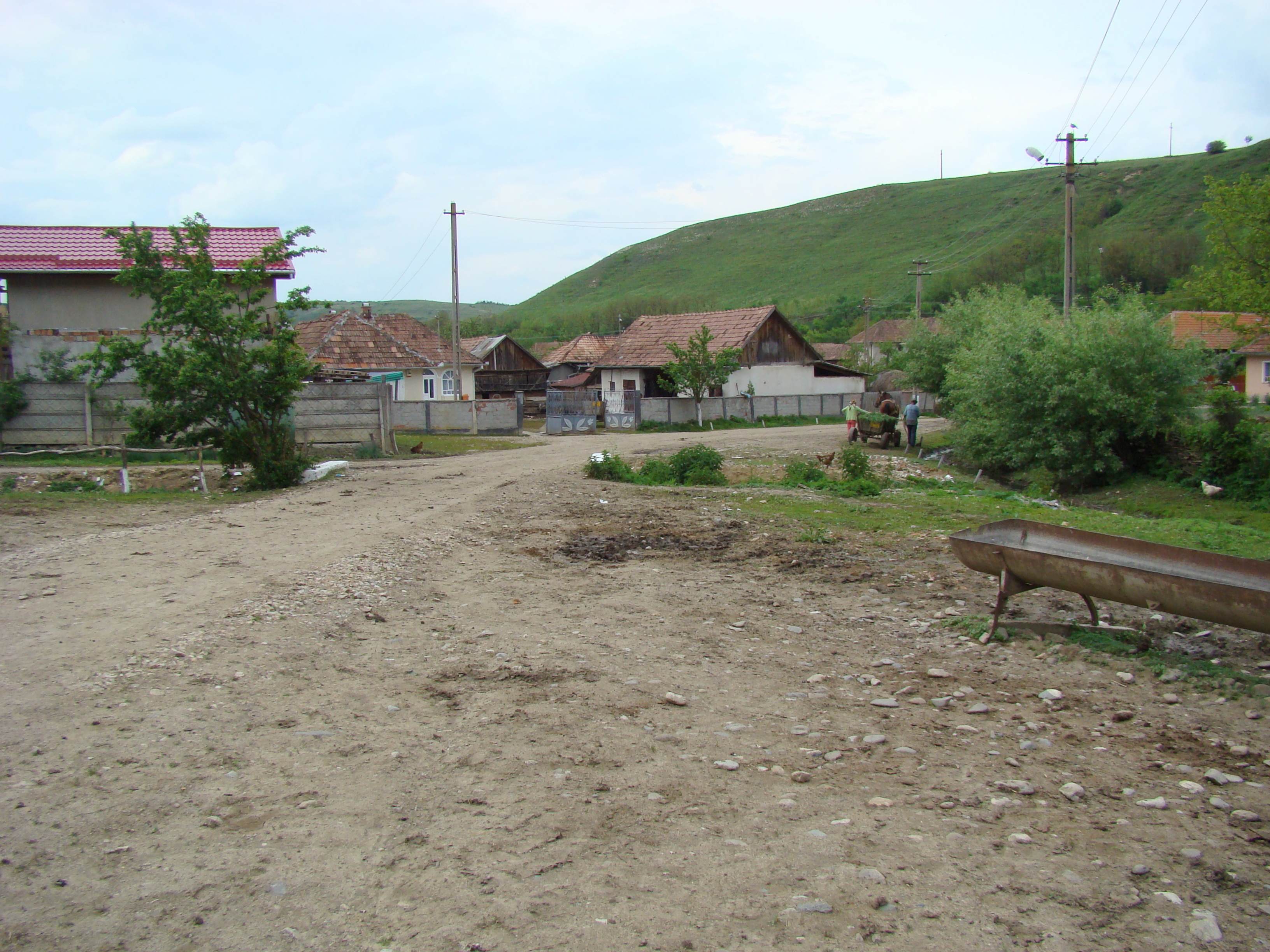
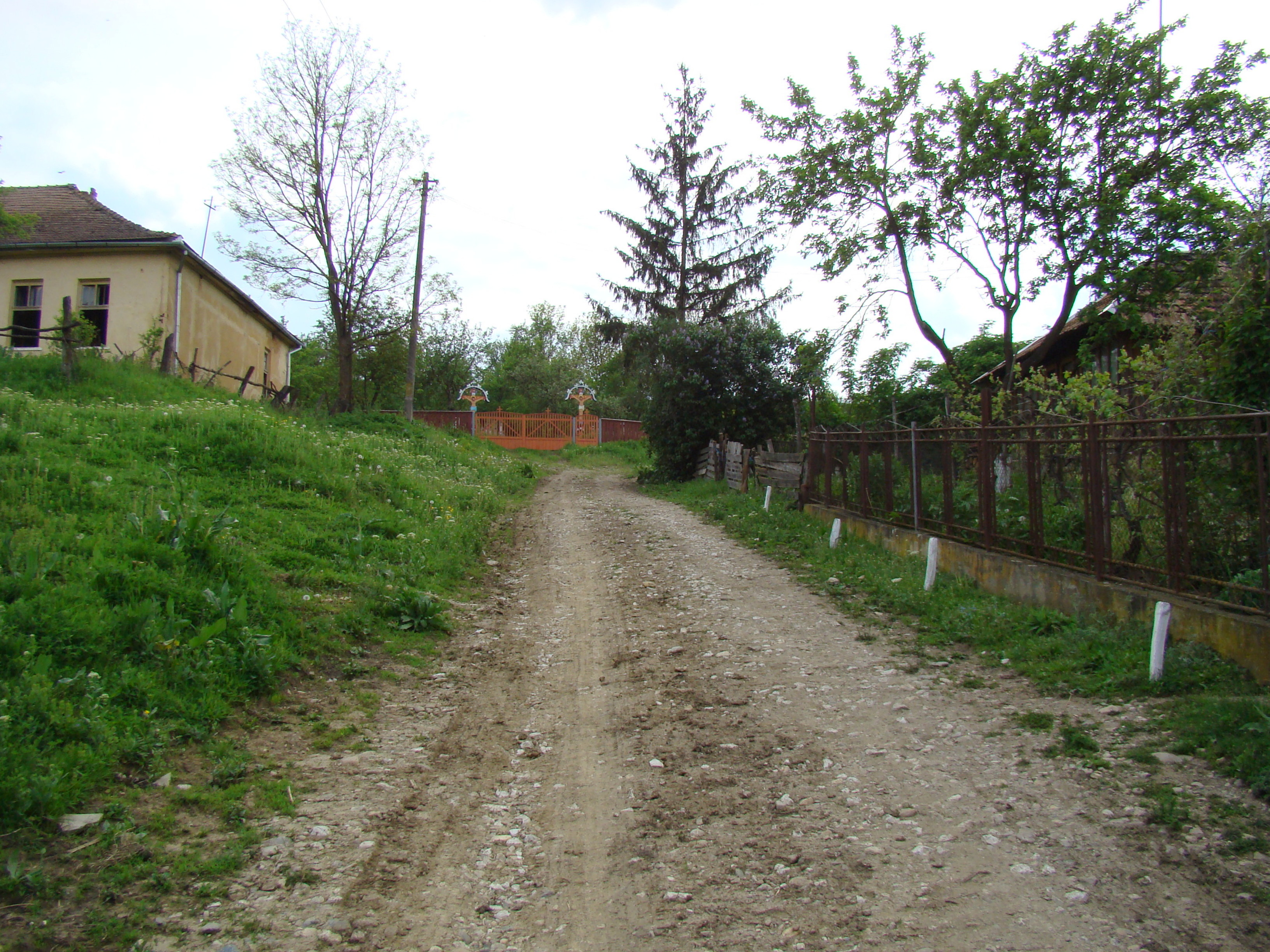
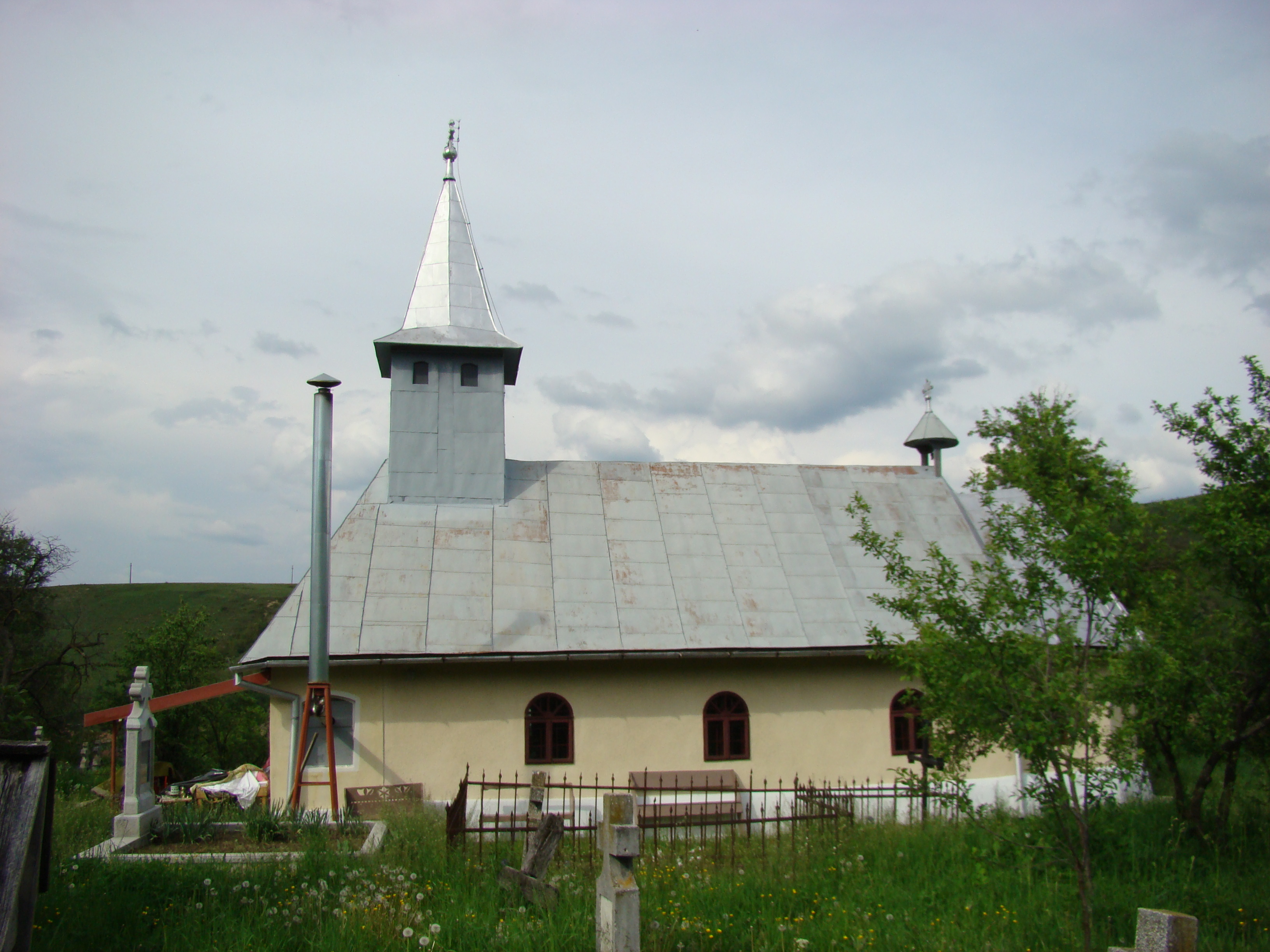
Biserica ortodoxă
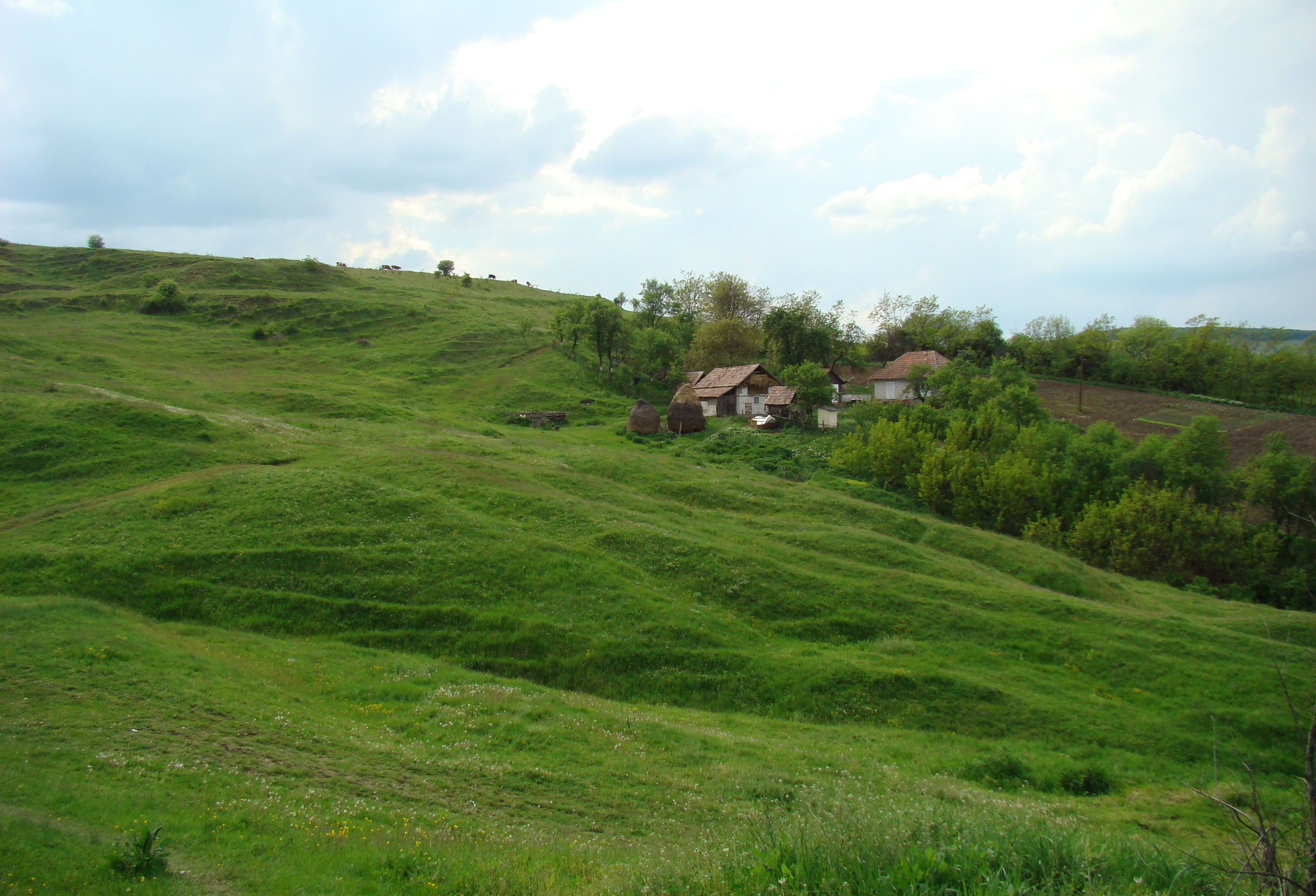
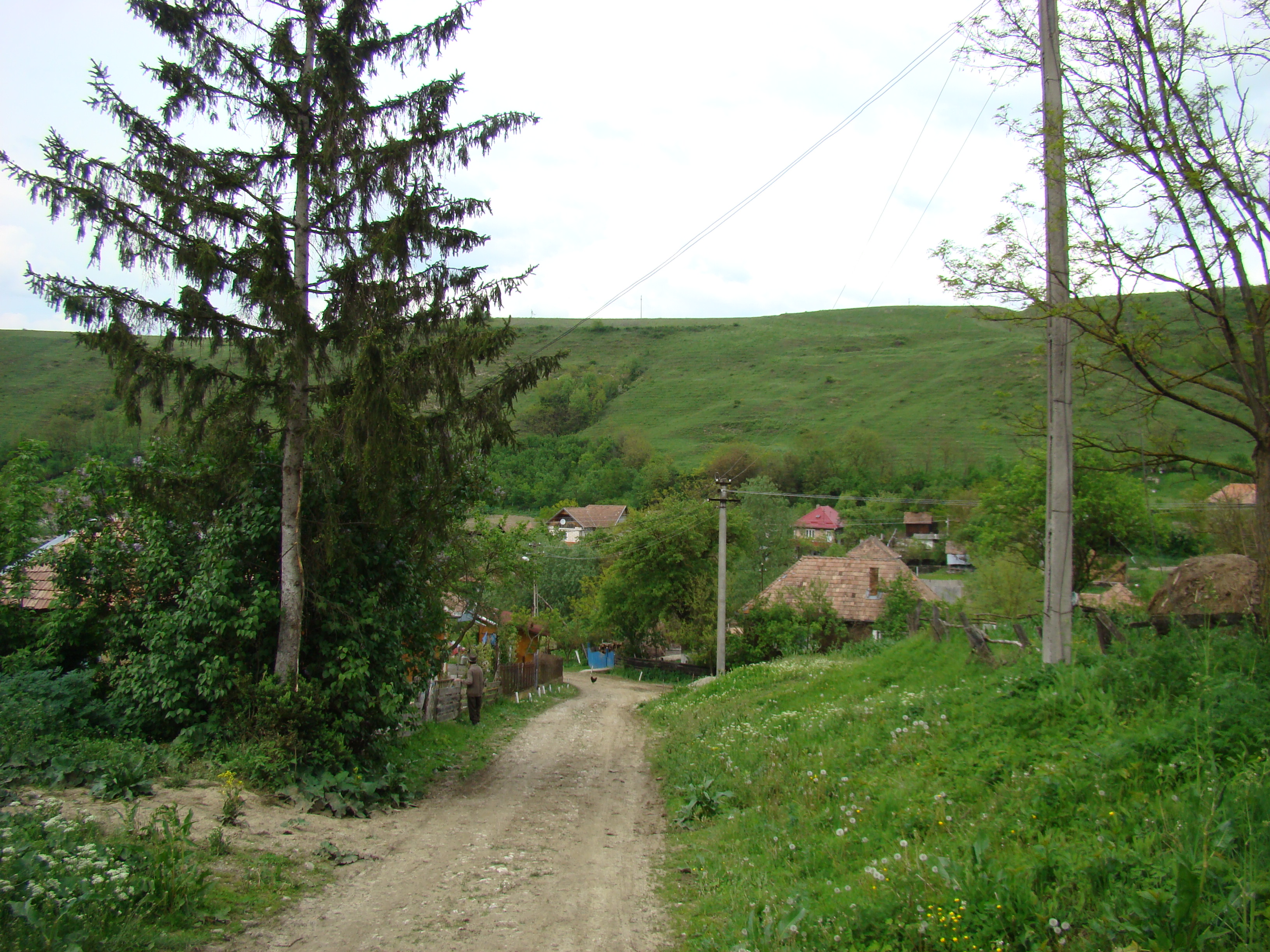
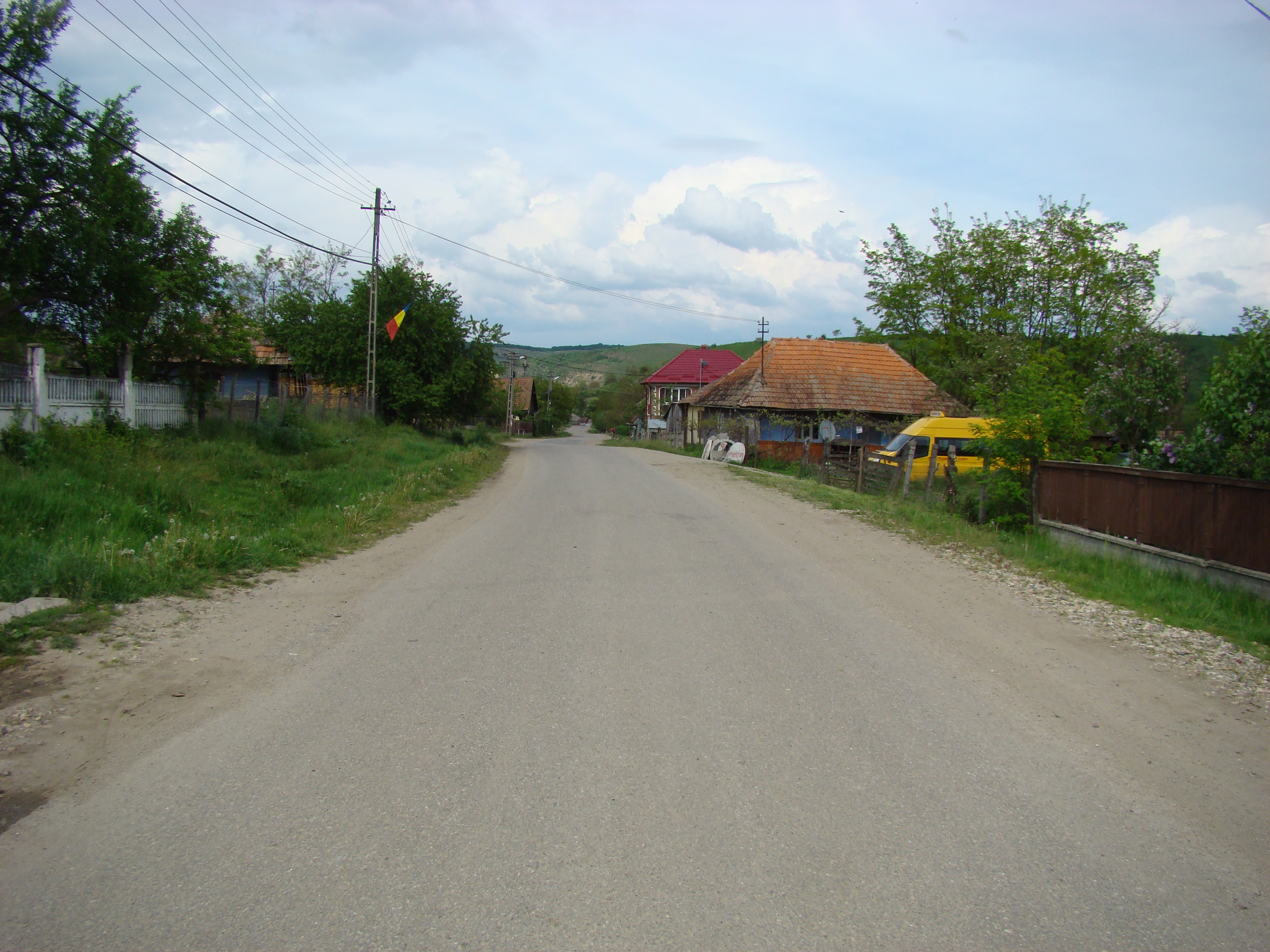